# Grote leeuwenbek
De grote leeuwenbek (Antirrhinum majus) is een kruidachtige plant uit de weegbreefamilie (Plantaginaceae). Het is een plant uit het Middellandse Zeegebied, die in België en Nederland verwilderd gevonden wordt.
De grote leeuwenbek is het meest opvallende lid van de leeuwenbekken, en een plant die al sinds de 16e eeuw gecultiveerd wordt.

## Naamgeving enetymologie
- Duits: Großes Löwenmaul, Garten-Löwenmaul
- Engels: Dragon Plant, Snapdragon
- Frans: Grand Muflier, Gueule-de-lion, Gueule-de-loup, Muflier

De soortaanduiding majus is Latijn en betekent 'groter'.

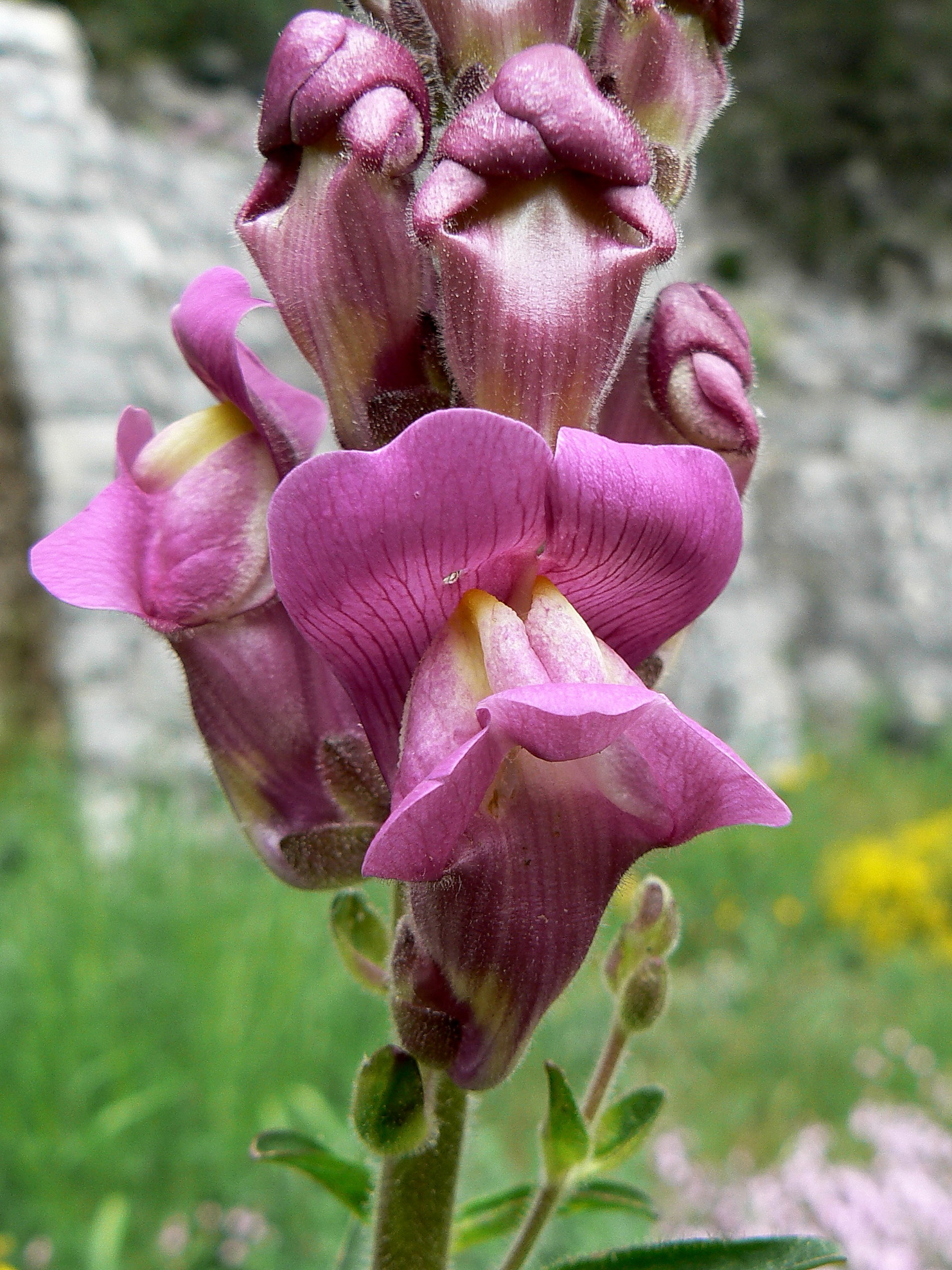
detail bloem

## Kenmerken
De grote leeuwenbek is een forse, overblijvende plant. De bloemstengel wordt tot 80 cm lang, meestal onvertakt, onderaan onbehaard, hogerop bezet met klierharen. De bladeren zijn lancet- tot lijnlancetvormig, ongedeeld en onbehaard, tegenoverstaand of verspreid langs de stengel.
De opvallende, grote bloemen staan in een ijle, eindstandige tros met tussenin korte schutblaadjes. Wilde planten hebben meestal roodpaarse bloemen met gele vlekken, maar gekweekte soorten kunnen ook gele, roze, witte of veelkleurige bloemen dragen. De vijf gelijkvormige kelkslipjes zijn eirond tot ovaal, behaard, veel korter dan de bloemkroon. De buisvormige kroon is tot 4 cm lang, opgeblazen, vooraan volledig afgesloten door een gehemelte met gele randen, en voorzien van twee bloemlippen, een bovenste tweelobbige lip en een onderste drielobbige. Er zijn vier meeldraden en een bovenstandig vruchtbeginsel. De vrucht is een ovale doosvrucht.
De grote leeuwenbek bloeit van juni tot september.

## Habitaten verspreiding
De grote leeuwenbek komt vooral voor op open, zonnige, droge stenige plaatsen, vooral op kalkrijke bodems. Ook op oude muren en in steengroeven.
De plant komt vooral voor in het Middellandse Zeegebied, Klein-Azië, het Midden-Oosten en Noord-Afrika.
In België en Nederland wordt de grote leeuwenbek veel als tuinplant gebruikt en is af en toe verwilderd te vinden op oude muren.

## Cultivatie en gebruik
De grote leeuwenbek wordt sinds 1583 aangeplant, oorspronkelijk voornamelijk in kloostertuinen. Er zijn talrijke cultivars van bekend, in de meest uiteenlopende kleuren. Alhoewel niet winterhard, heeft de plant de neiging te verwilderen op beschutte plaatsen, zoals oude muren.
De plant wordt eveneens gebruikt als modelorganisme voor genetisch en ontwikkelingsbiologisch onderzoek. Zo is in de grote leeuwenbek DEFICIENS ontdekt, een gen van de MADS-box genengroep, die van groot belang zijn in de embryonale ontwikkeling van de plant.